# 1818 Market Street
1818 Market Street – wieżowiec w Filadelfii w USA. Ma 152 metrów wysokości i 40 pięter. Powstał w 1974 roku według projektu firmy Ewing Cole Cherry Brott. W chwili oddania do użytku był na 2. miejscu co do wysokości w tym mieście. Całkowita powierzchnia użytkowa tego biurowca wynosi 299 235 m². Znajduje się w nim 19 wind. Poza biurami w budynku znajduje się 6-kondygnacyjny parking na ponad 350 miejsc, restauracja oraz sklepy.